# Cruentación

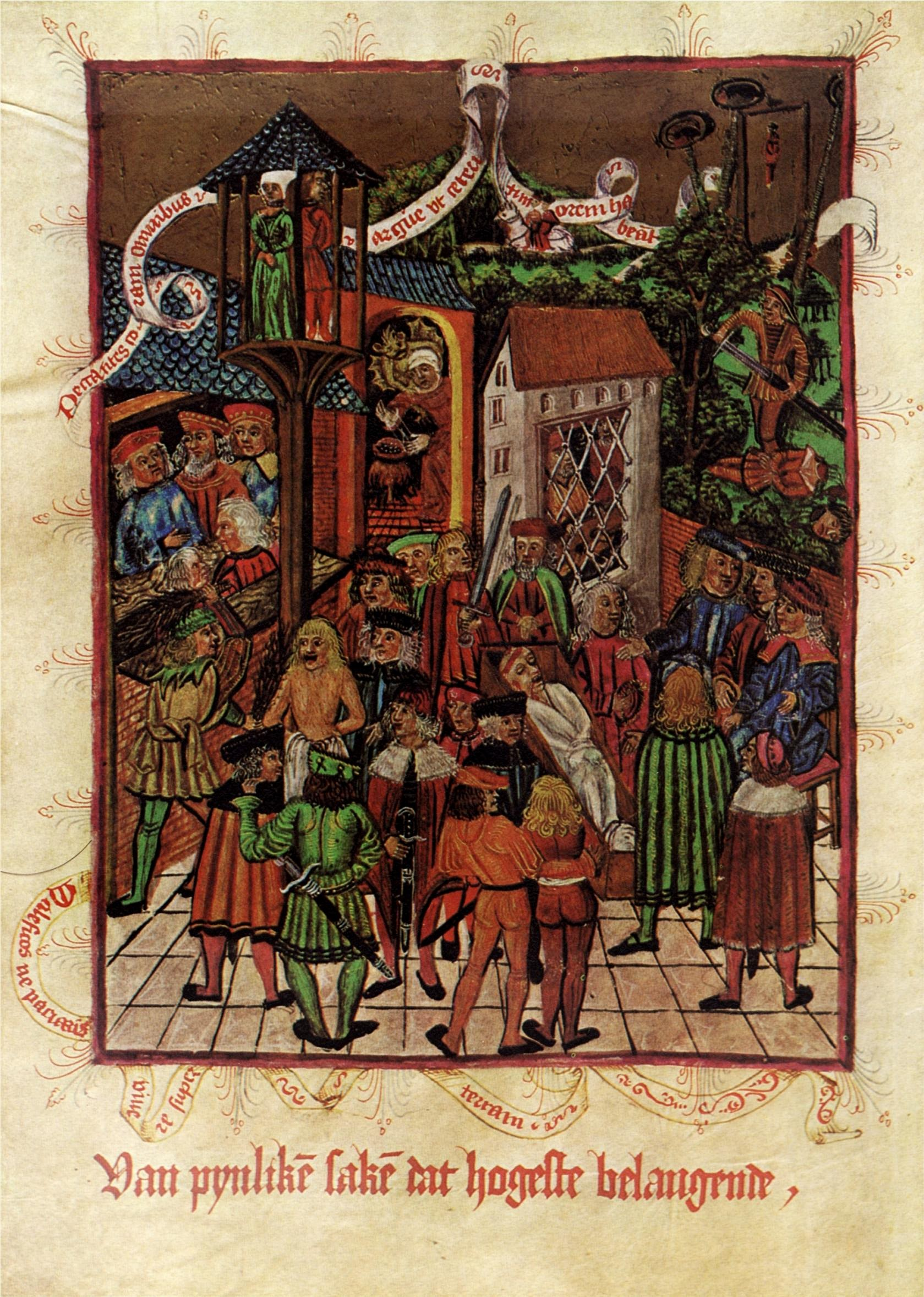
Un cuerpo en su ataúd comienza a sangrar en presencia del asesino en una ilustración de las leyes de Hamburgo en 1497.

La cruentación (latín: ius cruentationis o Ius feretri sive sandapilae) era uno de los métodos medievales para encontrar pruebas contra presuntos asesinos. La creencia común era que, llevado el criminal ante la víctima, el cadáver de esta comenzaría a sangrar espontáneamente.

## Historia
La cruentación se utilizó en el derecho germánico en la Alta Edad Media, desde donde se extendió a Alemania, Polonia, Bohemia, Escocia y las colonias europeas de América del Norte. En Alemania se utilizó como método para encontrar pruebas de culpabilidad hasta mediados del siglo XVIII.
En los países de habla alemana se empleó el término Bahrprobe,  Se basaba en la conjetura de que el espíritu del difunto todavía estaba presente en el cuerpo ("cadáver viviente") y quería vengar la pérdida de su cuerpo sangrando. La fuente jurídica más antigua de Alemania al respecto, es el libro Freisinger Rechtsbuch del año 1328 (artículo 273), que describe la Bahrprobe como un método procesal, según el cual el la ordalía debería realizarse incluso en víctimas de asesinato que ya habían sido enterradas. Se conocen en especial detalles de la Bahrprobe realizada en el caso de Hans Spiess en Ettiswil en 1503.
Los primeros juicios modernos privilegiaban el testimonio humano explícito sobre la evidencia forense, a menos que esa evidencia representara el testimonio de un ser divino (es decir, Dios). Pero no todos los casos podían resolverse simplemente obteniendo una confesión; en aquellos en que era difícil para los jurados determinar si alguien acusado de asesinato era culpable o inocente, el caso podía resolverse mediante la ordalía. En el caso de la cruentación, el acusado era llevado ante el cadáver de la víctima del asesinato y se le obligaba a poner sus manos sobre él. Si las heridas del cadáver comenzaban a sangrar o aparecían otros signos visuales inusuales, se consideraba que era un juicio divino, que revelaba que el acusado era culpable. Al mismo tiempo, la cruentación por sí sola rara vez condenaba a un sospechoso; más a menudo, el impacto psicológico de la prueba hizo que el sospechoso confesara.

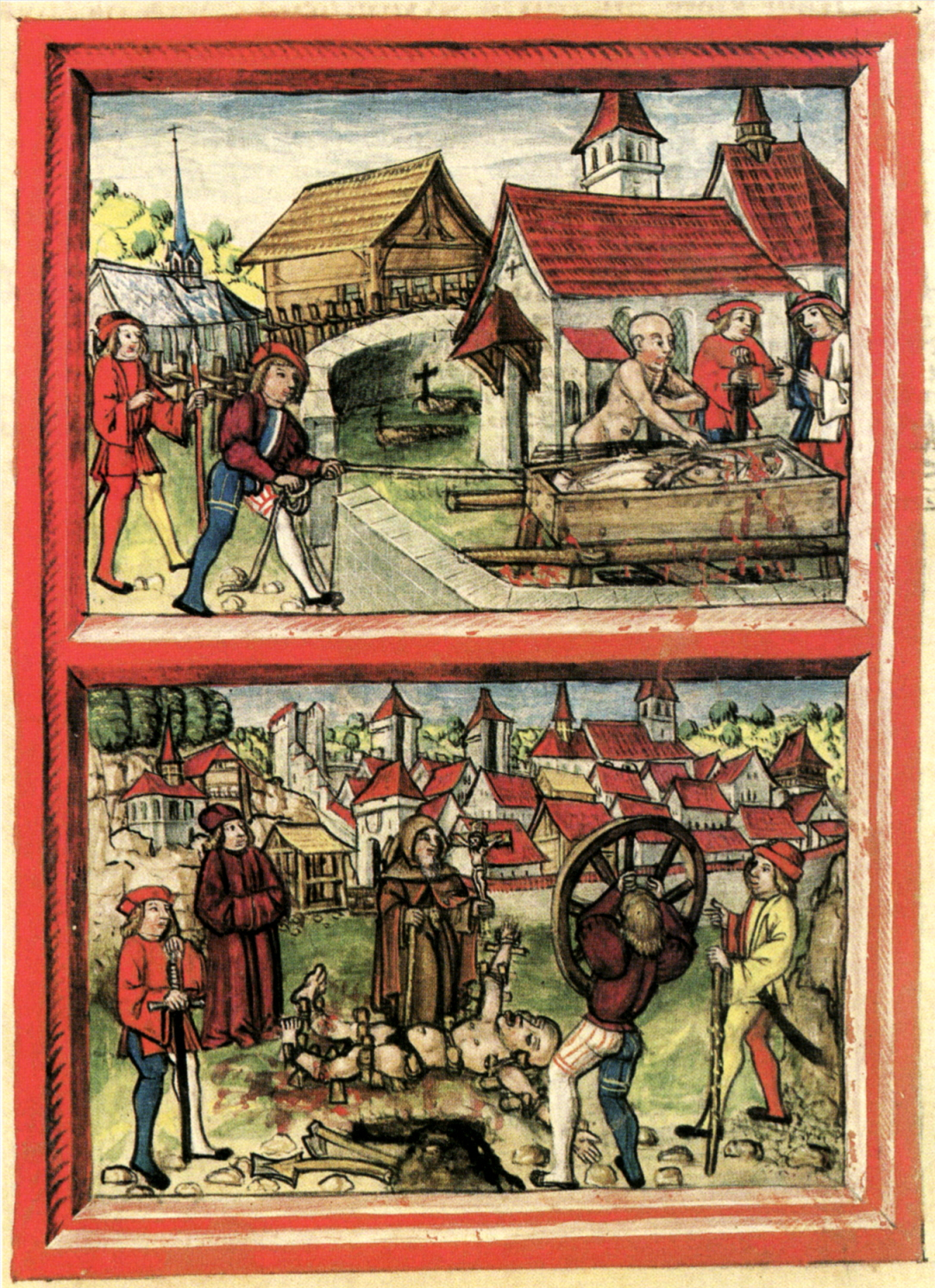
Bahrprobe y ejecución en la rueda. (Crónica de Diebold Schilling el joven., 1513)

La cruentación también se citaba comúnmente en la Europa medieval como prueba contra los judíos acusados de cometer asesinatos rituales. 
El Bonum universale de apibus (Sobre las abejas) de Tomás de Cantimpré tuvo posteriormente una amplia resonancia, ya que contiene (en el párrafo Cur Iudaei Christianum sanguinem effundant quotennis) la primera teorización sistemática del llamado libelo de sangre antisemita, acusando a los judíos del asesinato ritual de cristianos. En un intento por comprender la razón detrás de estos supuestos rituales, de Cantimpré expuso una teoría según la cual, de que desde el asesinato de Cristo los judíos sufrieron hemorragias, basándose en el grito de la turba a Poncio Pilato: "Que su sangre caiga sobre nosotros y sobre nuestros hijos". (Mt 27, 25). Como consecuencia de ello, los judíos supuestamente mataban a los cristianos, y luego usaban su sangre en rituales, creyendo, dice de Cantimpré, que de esta manera podían curarse a sí mismos. De hecho, afirmó, habían interpretado erróneamente al pie de la letra la indicación de uno de sus profetas de que "sólo la sangre cristiana podría aliviar este dolor", cuando en realidad la profecía se refería en sentido figurado a la sangre de Cristo, simbólicamente bebida durante la Eucaristía. La única posibilidad para los judíos habría sido, por tanto, la conversión a la verdadera fe. De Cantimpré afirma que se enteró de esto por un "judío converso" no especificado, probablemente refiriéndose a Nicholas Donin. En la obra se describen múltiples casos de cruentación, en las cuales los judíos son acusados de torturar y asesinar a niños cristianos, Uno de los casos más notables fue el de Margaretha, una niña cristiana de siete años en Alemania. Si bien de Cantimpré describió la historia de Margaretha de manera bastante vaga, la historia se volvió cada vez más infame y detallada a medida que se extendió por toda Europa y fue elaborada por autores posteriores. De Cantimpré afirma que un grupo de judíos le compró a Margaretha a su madre. La amordazaron, la golpearon y la acuchillaron. Después, los judíos cargaron su cadáver con piedras y lo hundieron en el fondo de un río. Unos días más tarde, un pescador encontró su cuerpo y lo llevó por toda la ciudad, alegando que los judíos habían cometido este acto maligno. En el caso de Margaretha y otras historias de asesinatos rituales, tan pronto como los judíos locales estuvieron en presencia del cadáver del niño cristiano, el cadáver comenzó a chorrear sangre y ocasionalmente a reanimarse como si suplicara venganza contra sus asesinos judíos. La crucifixión, afirma de Cantimpré, fue un testimonio de la culpabilidad de los judíos. La obra fue esencial para desarrollar el mito antisemita del asesinato ritual y también está relacionada con el libelo de sangre. Las obras posteriores a Sobre las abejas describen narrativas similares que se basan en la cruentación como prueba acumulada contra los judíos acusados de la muerte de niños cristianos en Europa. Es remarcable que de Cantimpré nunca nombra a la niña, pero historias posteriores la identifican como Margaretha. Además, ha habido incertidumbre en torno a la fecha y el lugar de lo sucedido.
La cruentación aparece también en muchos textos relacionados con el procedimiento penal: el Malleus maleficarum de Heinrich Kramer y Jacob Sprenger, o la Daemonologie de Jacobo I de Inglaterra y VI de Escocia. No obstante, los contemporáneos trazaron una distinción entre la cruentación y (para un observador moderno) prácticas igualmente ocultas. Otras formas de la ordalía desaparecieron durante los siglos anteriores a la desaparición de la cruentación, precisamente porque (arrogantemente) efectuaban el juicio divino.
A medida que la práctica de la disección anatómica se hizo más frecuente, las profesiones médicas se volvieron cada vez más conscientes de las circunstancias en las que los cadáveres podían emitir fluidos de forma autóctona. Los procedimientos de cruentación se volvieron por ello cada vez más estrictos y en 1545, Antonius Blancus fue el primero en cuestionar la confiabilidad de la cruentación como práctica. Sin embargo, la primera refutación publicada apareció en 1669, más de un siglo después. Sin embargo, el Systema jurisprudentiae medicae [Sistema de Medicina Forense] de Michael Alberti, publicado casi un siglo después, todavía alentaba los investigadores a confiar en la tortura y la cruentación.
Un caso en el Nuevo Mundo fue el de Mary Martin, quien había vivido con su hermana en Casco Bay, Massachusetts, al cuidado de un tal señor Mitton, después de que su padre se fuera a Inglaterra. Sr. Mitton, escribió el gobernador John Winthrop, "fue cautivado por ella, y solicitando su castidad, obtuvo su deseo, y habiendo cometido pecados varias veces con ella, en el espacio de tres meses, se mudó a Boston y se puso al servicio de la señora Bourne; y viéndose encinta, y no pudiendo soportar la vergüenza, lo ocultó." Mary dio a luz a una niña, sin ayuda, en una habitación trasera de la casa de la señora Bourne la noche del 13 de diciembre de 1646. Al recuperarse del parto, Martin “se arrodilló sobre su cabeza, hasta que pensó que había muerto, y habiéndolo dejado a un lado, el niño, fortalecido, se recuperó y lloró de nuevo. Luego lo tomó de nuevo y lo atacó con violencia hasta que estuvo completamente muerto”. María escondió el cuerpo de la niña en un cofre, limpió la habitación y se retiró a su cama. Continuó con sus tareas domésticas durante una semana y luego se mudó a otra casa cuando la familia Bourne regresó a Inglaterra. Llevaba consigo el cofre que contenía el cadáver de su hija. Una partera que había sospechado el embarazo se enfrentó a María, y la joven admitió el nacimiento. Dijo que había dado a luz a un niño muerto y lo había quemado, pero registraron sus pertenencias y encontraron el cadáver. María fue llevada a juicio, que se le ordenó ejecutar la cruentación: debía tocar el rostro de la niña muerta. Cuando lo hizo, "la sangre salió fresca" y María entonces "confesó toda la verdad". Para corroborar los resultados y la admisión de culpabilidad, un cirujano, "al ser llamado a registrar el cuerpo del niño, encontró una fractura en el cráneo". Mary Martín fue ahorcada el 18 de marzo de 1647.
En 1688, Philip Standfield fue declarado culpable de parricidio tras haber sufrido la “prueba del féretro” en Escocia.
"Podemos especular que mover el cuerpo provocó que emergiera líquido de purga, o posiblemente cambios en la ubicación de la lividez hipostática que se confundió con sangrado. Ilustra la falta de conocimiento de la medicina forense hasta bien pasada la Edad Media y principios de la era moderna. No fue hasta un siglo después del juicio de Philip Stanfield que se publicaron en Inglaterra los primeros libros sobre medicina forense, siendo el primero Elements of Medical Jurisprudence de Farr."
El auge de los enfoques anatómicos de las emisiones sanguíneas también coincidió con la alteración de los fundamentos teológicos de la cruentación. Después de la Reforma luterana, la práctica de la cruentación no estaba justificada desde un punto de vista legal en Dinamarca y Noruega, y durante los siglos xvi y xvii los principales teólogos de la Iglesia danesa la condenaron varias veces. Sin embargo, siguió utilizándose hasta bien entrado el siglo XVIII, y su resultado siguió siendo aceptado como prueba por los tribunales; de hecho, en unos pocos casos, la prueba fue supervisada o incluso organizada por clérigos. Al parecer, la práctica era tan popular que siguió estando sancionada judicialmente durante algún tiempo, incluso cuando eso significaba eludir la enseñanza oficial de la iglesia estatal protestante.

## En la literatura
El fenómeno de la cruentación es reflejado en la literatura donde se considera un acontecimiento normal, incluso si aparecen en historias que tienden a lo maravilloso. 
- En Yvain, el Caballero del León de Chrétien de Troyes, Yvain se encuentra encerrado en un castillo y mata al caballero del mismo. Evade la búsqueda del culpable gracias a un anillo mágico que lo vuelve invisible, pero cuando el cortejo fúnebre pasa frente a él, el muerto comienza a sangrar de nuevo y los vasallos tienen pruebas de que el asesino está presente.[27]
- En el Cantar de los nibelungos, Sigfrido es asesinado durante una partida de caza. En la 'Bahrprobe', las heridas de Sigfriedo comienzan a sangrar cuando Hagen (su asesino) se acerca.
- En Ricardo III de William Shakespeare, mientras la procesión fúnebre de Enrique VI cruza una calle de Londres, las heridas del difunto rey comienzan a sangrar nuevamente cuando aparece Ricardo de Gloucester, el asesino.[28]
- En The Fair Maid of Perth de Walter Scott se celebra un consejo para determinar por medio de una cruentación al culpable de un asesinato. Habiendo recaído las sospechas sobre la casa de Ramorny, cada uno de sus sirvientes tiene que pasar ante el cadáver, en la creencia de que las heridas sangrarían nuevamente cuando el culpable se acercara.[29]

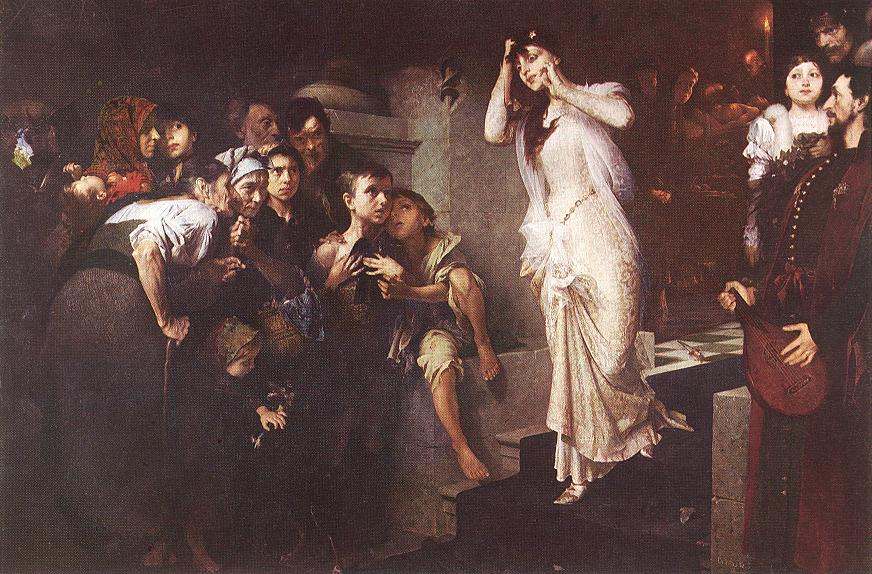
«La prueba del féretro» («The Ordeal of the Bier»), cuadro de 1881 del artista húngaro Jenő Gyárfás, que muestra a una novia que mira horrorizada cuando pasa frente al cadáver de su prometido asesinado y este empieza a sangrar. Escena de una balada de Juan Arany,